# Seznam univerz v Lihtenštajnu
V tem članku so navedene univerze v Lihtenštajnu.

## Univerze
Trenutno so v Liechtensteinu štiri splošne visokošolske ustanove:
- Mednarodna akademija za filozofijo (nemško: Internationale Akademie für Philosophie)
- Lihtenštajnski inštitut
- Zasebna univerza v Kneževini Lihtenštajn
- Univerza v Lihtenštajnu